# Moquelumnan
Moquelumnan.- Porodica indijanskih jezika iz Kalifornije, dio Velike porodice penutskih (Penutian) jezika, koja obuhvaća jezike Miwok Indijanaca. Ova porodica geografski se dijeli na najmanje sedam grana kojima pripada nekoliko desetaka plemena.  Neki u porodici Moquelumnan vide srodstvo s Costanoan jezicima, pa je šire u veću porodicu Miwok-Costanoan.  
Jedna grana plemena nazivana je Sierra Miwok, nastanjena na području Sierra Nevade. Druga velika grupa živi uz obalu Kalifornije i poznata je kao Coast Miwok u čijem susjedstvu žive i Bay Miwok, Lake Miwok i Plains Miwok. Ostaci im žive po rezervatima u Kaliforniji. 
Svaka ova skupina podijeljena je na brojne manje skupine među kojima su: Awani, Chowchilla, Chumidok, Chumtiya (Chumtiwa), Chumuch, Chumwit, Hittoya (Hettitoya), Howeches, Koni (Kani), Lopolatimne, Machemni, Mokelumni, Newichumni, Nuchu, Olowidok, Olowit, Olowiya, Pohonichi, Sakaikumne (Sakaiakumni), Servushamne (Seroushamne), Talatui, Tamoleka, Tumidok, Tumun, Walakumni, Yuloni; Olamentke: Bolinas (Bollanos), Chokuyem, Guimen, Jukiusme, Likatuit, Nicassias, Numpali, Olamentke, Olumpali, Sonomi, Tamal, Tulare, Utchium. 
Nadalje Apangasi, Aplache, Chupumni, Cosumni, Cotoplanemis, Hokokwito, Keeches, Kumaini, Lapapu, Lesamaiti, Macheto, Merced, Mikechuse, Nelcelchumnee, Notomidula, Numaltachi (?), Okechumne, Pahkanu, Petaluma, Potawackati, Potoyanti, Sakaya, Seantre, Siyante, Succaah, Suscols, Threse, Tiposies, Wahaka i Wiskala.

## Jezici
Obuhvaća 7 jezika

## Vanjske poveznice
- Ethnologue (14th)
- Ethnologue (15th)
- Moquelumnan Family